# Понтекути Нуово (Перуђа)
Понтекути Нуово је насеље у Италији у округу Перуђа, региону Умбрија.
Према процени из 2011. у насељу је живело 210 становника. Насеље се налази на надморској висини од 171 м.